# دنیل بونژور
دنیل بونژور (زاده ۲۸ سپتامبر ۱۹۸۱) بازیگر، کارگردان و فیلمنامه‌نویس متولد آفریقای جنوبی است که بیشتر به خاطر نقش‌هایش در مردگان متحرک، Frequency و آی زامبی شناخته شده است.

## اوایل زندگی
بونژور در ژوهانسبورگ، آفریقای جنوبی متولد شد. پدر وی سردبیر و تاجر آفریقای جنوبی و مادرش سوئیسی است. وی به همراه خانواده در سن ۵ سالگی به سوئیس نقل مکان کرد و در ۸ سالگی به آفریقای جنوبی بازگشت. در سن ۱۲ سالگی خانواده وی به سیاتل واشینگتن نقل مکان کردند. او در دبیرستان جزیره مرکر شرکت کرد و از کالج بوستون فارغ‌التحصیل شد.

## حرفه
دنیل در ۱۲ سالگی، اولین فیلم خود را بازی کرد، اما کار خود را ادامه نداد تا اینکه در سال ۲۰۰۷ با بازیگری عمدتاً در فیلم‌های indie بازی کرد و نقش اول خود را به عنوان سریال معمولی در سریال‌های علمی تخیلی RCVR که برای آن، جایزه بهترین بازیگر نقش اول مرد را از بین‌المللی بدست آورد.
دنیل اولین برنده آکادمی بین‌المللی تلویزیون وب برای بازیگر مرد درام در سال ۲۰۱۳ است.
فرکانس اولین پروژه ای بود که در آن با لهجه بومی آفریقای جنوبی بازی کرد.
دنیل همچنین یک نویسنده و برنده جایزه بزرگ مسابقه فیلمنامه‌نویسی نهایی است که در سال ۲۰۱۵ برنده فیلم بلند شد.
او در چندین بازی ویدئویی برنده جوایز از جمله مجموعه هیتمن، Final Fantasy و Life is Strange کار کرده است.

## زندگی شخصی
دنیل با بازیگر جلی هووی ازدواج کرده است. آنها یک فرزند پسر به نام بریکستون ریوت بونژور دارند. دنیل یک برادر به نام پاسکال دارد که در سیاتل زندگی می‌کند
او مجبور شد ماه عسل خود را به همراه جلی هووی در تایلند ترک کند تا برای فیلمبرداری سریال مردگان متحرک، به آتلانتا پرواز کند.

## فیلم‌شناسی

### فیلم
| سال  | عنوان          | نقش    | کارگردان      |
| ---- | -------------- | ------ | ------------- |
| ۲۰۰۸ | Midnight Movie | جاش    | جک مسیت       |
| ۲۰۰۹ | Dragonquest    | آرکادی |               |
| ۲۰۱۳ | Ambushed       | فرانک  | جورجیو سرفینو |
| ۲۰۱۶ | بعد از باران   | رایان  | دانیل بونژور  |

### تلویزیون
| سال     | عنوان           | نقش         | یادداشت              |
| ------- | --------------- | ----------- | -------------------- |
| ۲۰۱۱    | RCVR            | وبر         | نقش مهمان            |
| ۲۰۱۱    | سی‌اس‌آی: نیویورک | دربی شازن   | ۱ قسمت               |
| ۲۰۱۵    | مردگان متحرک    | آیدین مونرو | نقش دوره ای (۳ قسمت) |
| ۲۰۱۵    | Satisfaction    | جولیان      | ۲ قسمت               |
| ۲۰۱۶    | تین ولف         | مارسل       | ۱ قسمت               |
| ۲۰۱۶–۱۷ | Frequency       | دنیل لارنس  | بازیگر اصلی          |
| ۲۰۱۶–۱۷ | Flaked          | دیوید       | ۲ قسمت               |
| ۲۰۱۷–۱۸ | iZombie         | لوون پچ     | نقش دوره ای (۸ قسمت) |

### بازی‌های ویدیویی
| سال  | عنوان                             | نقش |
| ---- | --------------------------------- | --- |
| ۲۰۱۲ | هیتمن: آمرزش                      | لاندون متکلف، میسون مک کریستین، دکستر گون، وید گون                                                        |
| ۲۰۱۴ | بازگشت لایتنینگ: فاینال فانتزی ۱۳ | صداهای اضافی                                                                                              |
| ۲۰۱۵ | زندگی عجیب است                    | فرانک باورز، ارجی مک ردی                                                                                  |
| ۲۰۱۶ | هیتمن                             | کالوین ریتر، سایلاس نتکزه، مکس دککر، اریک اولاندر، فورتون تلر، آلموس دکستر، سالواتور بورامو، صداهای اضافی |
| ۲۰۱۶ | فاینال فانتزی ۱۵                  | صداهای اضافی                                                                                              |